# Geraldo Casé
Geraldo César Casé (Rio de Janeiro, 7 de junho de 1928 — Rio de Janeiro, 21 de julho de 2008) foi um produtor, escritor e diretor de TV brasileiro.
Geraldo era filho de Graziella Passos Casé e Ademar Casé, o pioneiro apresentador de rádio brasileiro, irmão do arquiteto Paulo Casé e do publicitário Maurício Casé, além de pai da atriz Regina Casé.
Acompanhou desde moço seu pai auxiliando-o no Programa do Casé da Rádio Philips, onde trabalhou como sonoplasta, operador de áudio e, depois, diretor artístico. Além da Phillips, trabalhou na Rádio Mayrink Veiga e na Rádio Globo. Após algum tempo vai trabalhar também na televisão.
Trabalhou em quase todas as emissoras de televisão da época (TV Tupi, TV Rio, TV Excelsior, TV Continental, TVE e TV Paulista, a um passo de se transformar numa sucursal da Rede Globo). Na área de entretenimento criou o programa de auditório Um Instante, Maestro, em que Flávio Cavalcanti apresentava. Sempre ligado ao público infanto-juvenil criou programas como Teatro de Malasartes e Fantoche estrela. No teatro, dirigiu A fábrica dos sonhos. Mas a maior realização de Casé foi a adaptação das histórias do Sítio do Picapau Amarelo, de Monteiro Lobato, para uma série de televisão, entre 1977 e 1986. Também compôs com Dori Caymmi as músicas da trilha sonora como "A Cuca te pega", "Rabicó" e "Quindim". Decorrente de um código de comunicação entre ele e Regina Casé, batizou o nome de um grupo teatral no qual sua filha trabalhava de Asdrúbal Trouxe o Trombone. Também dirigiu o setor artístico da TV Bandeirantes e sua última ocupação era de Diretor Artístico da Divisão Internacional da Rede Globo.
Em 2002, lançou o livro de poesias "Um dia fui pássaro".

## Morte
Geraldo Casé faleceu em 21 de julho de 2008 devido a insuficiência respiratória. Casé estava internado desde o dia 12 de julho na Clínica São Vicente no bairro da Gávea, Rio de Janeiro. Seu enterro foi realizado no cemitério São João Batista, em Botafogo.